# Kid 'n Play
Kid 'n Play est un duo de chanteurs de hip-hop, formé aux alentours de  1987 dans le quartier de Queens à New York. Il est formé de Christopher Reid (Kid, né le 5 avril 1964) et de Christopher Martin (Play, né la 10 juillet 1962), accompagné d'un DJ, Mark « DJ Wiz » Eastmond,. Ils ont également eu une carrière d'acteurs.

## Discographie
Albums
| Année | Titre                                                                   | Classement dans les charts | Classement dans les charts | Certifications |
| Année | Titre                                                                   | U.S.                       | U.S. R&B                   | Certifications |
| ----- | ----------------------------------------------------------------------- | -------------------------- | -------------------------- | -------------- |
| 1988  | 2 Hype - Sorti le 21 octobre 1988 - Label : Select Records (en)         | 96                         | 9                          | - US : Gold    |
| 1990  | Funhouse - Sorti le 13 mars 1990 - Label : Select                       | 58                         | 11                         | - US : Gold    |
| 1991  | Face the Nation - Sorti le 24 septembre 1991 - Label : Select / Elektra | 144                        | 27                         | - US : Gold    |

Singles,
| Année                                                                                                 | Titre                    | US      | US  | US      | RU | Album                      |
| Année                                                                                                 | Titre                    | Hot 100 | Rap | Hip hop | RU | Album                      |
| --- | ------------------------ | ------- | --- | ------- | -- | -------------------------- |
| 1987                                                                                                  | Last Night               | —       | —   | —       | 71 | 2 Hype                     |
| 1988                                                                                                  | Do This My Way           | —       | —   | —       | 48 | 2 Hype                     |
| 1988                                                                                                  | Gittin' Funky            | —       | 24  | 53      | 55 | 2 Hype                     |
| 1989                                                                                                  | Rollin' with Kid 'n Play | —       | 2   | 11      | —  | 2 Hype                     |
| 1989                                                                                                  | 2 Hype                   | —       | 19  | 46      | 88 | 2 Hype                     |
| 1990                                                                                                  | Funhouse                 | —       | 1   | 27      | —  | Funhouse                   |
| 1990                                                                                                  | Back To Basics           | —       | 16  | 69      | —  | Funhouse                   |
| 1991                                                                                                  | Ain't Gonna Hurt Nobody  | 51      | 1   | 26      | —  | Face the Nation            |
| 1991                                                                                                  | Slippin’                 | —       | —   | —       | —  | Face the Nation            |
| 1994                                                                                                  | Bounce                   | —       | —   | —       | —  | House Party 3 (soundtrack) |
| "—" signifie que le titre n'a pas été classé "x" signifie que le classement n'existait pas à l'époque |                          |         |     |         |    |                            |

## Filmographie
- Kid 'n Play (1990–1991, dessin animé, NBC)
- The Earth Day Special (1990)
- House Party (1990)
- House Party 2 (1991)
- Class Act (1992)
- Bodyguards (TV Movie) (1993)
- House Party 3 (1994)
- House Party: Tonight's the Night (2013)